# Ловелас
Сэр Роберт Ловела́с (правильная транскрипция — Ла́влейс, англ. Robert Lovelace) — персонаж эпистолярного романа Сэмюэла Ричардсона «Кларисса» («Кларисса Гарлоу, история молодой леди», «Достопамятная жизнь девицы Клариссы Гарлов»), написанного в 1748 году, красавец-аристократ, коварно соблазнивший 16-летнюю главную героиню.
В переносном смысле — распутник. Имя нарицательное для волокиты, соблазнителя и искателя любовных побед и приключений (шутливо-иронич.). Аналог более поздних выражений с тем же значением, таких как Дон Жуан и Казанова.

## Персонаж

### Описание

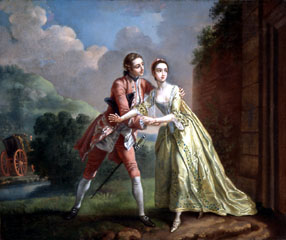
Роберт Ловелас уговаривает Клариссу сбежать. Художник: Фрэнсис Хейман.

Молодой аристократ сэр Ловелас вступает в конфликт с семьёй Гарлоу и дерётся с братом Клариссы Джеймсом Гарлоу, который завидует его аристократизму и изяществу. Ловеласу отказывают от дома, и он, узнав, что Клариссу притесняет семья, решил избрать её орудием мести. Ловелас поселяется неподалёку под чужим именем, а осведомители-слуги сообщают ему, что творится в поместье. Кларисса считает, что он в неё искренне влюблён, и они обмениваются письмами. В это время Клариссу принуждают к замужеству с ненавистным Сомсом, и, чтобы спастись от этого брака, она идёт на уступки Ловеласу, который во время их встречи в саду устраивает инсценировку погони за девушкой. Кларисса, думая, что разоблачена своими родственниками, вынуждена бежать с Ловеласом.
Он привозит девушку в дом, где её встречают две его знатные родственницы (на самом деле, переодетые сообщницы). Они помогают Ловеласу удерживать Клариссу взаперти в некоем притоне. Несмотря на это, Ловеласу всё никак не удаётся её по-настоящему соблазнить. Наконец, он опаивает её снотворным и овладевает ею во сне. Кларисса, решительно отказавшись выйти за него замуж, умирает, а Ловелас неожиданно «прозревает», но в ужасе исправить ничего не может. Он покидает Англию, уезжает на континент и погибает на дуэли, убитый мстителем Клариссы, полковником Морденом, в мучениях со словами об искуплении.
В экранизации романа 1991 года Ловеласа играл Шон Бин.

### Оценка
Сразу же после публикации романа у Ловеласа появилось столько поклонников, что автор книги — Ричардсон, сокрушался, что их даже больше, чем любителей нежной Клариссы, и он нравится даже порядочным и добродетельным читателям. Критики и сегодня причисляют его к «одному из самых великих персонажей в английской литературе», называя «ключевым персонажем героической пьесы, обладающим беззаконным самомнением», а также «умеренное и мягкое изображение мужчины, сатаны в образе джентльмена, остроумного, неистового, предприимчивого, храброго и безжалостного».
Что принадлежит собственно до характеров, то Кларисса, добронравная, нежная, благодетельная и несчастная Кларисса, которую мы столько любим и столь сердечно оплакиваем, и Ловелас, в котором видим такое чудное, однако ж естественное, смешение добрых и злых качеств, — Ловелас, иногда благородный и любезный, иногда чудовище — сии два характера, говорю я, будут удивлением всех читателей и всех времен и останутся вечными памятниками творческой силы Ричардсонова духа.Николай Карамзин

## Переносное значение
Благодаря чрезвычайной популярности романа фамилия приобрела переносное значение ещё в литературе XVIII века, сохранив его до нашего времени — дон-жуан, бабник, обаятельный волокита. Интересно, что подобное, весьма популярное и сохранившееся до наших дней словоупотребление, судя по всему, имеется только в русском, польском (lowelas) и в украинском языках.
В русском языке употребляется в транскрипции с французского, вопреки принятой в течение большей части XX века транскрипции с английского, звучащей как «Лавлейс»: от Lovelace, дословно означающего «любовное кружево» или «кружево любви» (англ. love «любовь» + lace «кружево»). Сближено по народной этимологии со словом ловить, в связи с чем и укоренилось в русском языке.
У Пушкина в пьесе «Каменный гость» (по мотивам сюжета о Дон-Жуане) и в романе «Евгений Онегин» встречается употребление этого слова в написании «Ловлас».
Фамилия Лавлейс действительно существует в английском языке, включая род баронов (с 1627 года), графов Лавлейсов (с 1838 года), дочь Байрона Аду Лавлейс.